# Francis Dhomont
Francis Dhomont (* 2. November 1926 in Paris, Frankreich; † 28. Dezember 2023 in Avignon) war ein französischer Komponist der elektroakustischen Musik. Dhomont war einer der bedeutenden Vertreter der akusmatischen Musik, die für die Wiedergabe über Lautsprecher und nicht für die Aufführung durch Interpreten konzipiert wird.

## Leben
Dhomont studierte in den 1940er Jahren in Paris Komposition bei Ginette Waldmeier, Charles Koechlin und Nadia Boulanger. Erste Erfahrungen mit elektronischer Musik sammelte Dhomont bereits etwa 1947 bei Experimenten mit einem Webster Magnetophone, einem frühen Diktiergerät mit Drahttontechnik, etwa zeitgleich zu den Anfängen der musique concrète von Pierre Schaeffer. 1951 verließ Dhomont Paris und zog in die Provence.
Ab 1963 widmete er sich ausschließlich der elektroakustischen Musik und gründete sein eigenes elektronisches Studio. Er war Mitbegründer und Präsident des Festivals Musiques Multiples in Saint-Rémy-de-Provence. 1979 verlegte er seinen Wohnsitz nach Montreal, wo er an der Universität zunächst als wissenschaftlicher Mitarbeiter und Artist in Residence am Studio für elektronische Musik und später, von 1980 bis 1996, als Professor für Elektroakustische Musik tätig war. Ab 2004 lebte und arbeitete er wieder in Frankreich.
Er verstarb am 28. Dezember 2023 im Alter von 97 Jahren in Avignon.

## Werk
Kern seines Verständnisses der elektroakustischen Musik ist das Spiel mit Klangspektren sowie die Verbindung eines Sounds mit den Bildern, die beim Hörer hervorgerufen werden.
Seine Kompositionen verwenden sowohl natürliche als auch synthetische Klänge, die er mit analogen und digitalen Instrumenten erzeugte und bearbeitete. Auch Alltagsklänge sowie eigenes, älteres Klangmaterial wurden eingesetzt.

## Kompositionen (Auswahl)
- 1981 – Sous le regard d’un soleil noir (51:31 Min.)
- 1982 – Points de fuite (11:21 Min.)
- 1986 – Drôles d’oiseaux (14:51 Min.)
- 1996 – Lettre de Sarajevo (14:38 Min.)
- 1998 – Cycle du son (54:10 Min.), bestehend aus:
  1. Objets retrouvés – 1996 (5:20)
  2. AvatArsSon – 1998 (18:11)
  3. Novars – 1989 (19:06), 1991 bei den Weltmusiktagen der Internationalen Gesellschaft für Neue Musik ISCM aufgeführt.[3]
  4. Phonurgie – 1998 (12:43)
- 2000 – Forêt profonde (58:03)
- 2007 – De nature Parmé sons (3:28 Min.)
- 2010 – Le Flux des sons (5:46 Min.)
- 2011 – Le travail du rêve (17:11 Min.)